# Мазуренко Олексій Юхимович
Олексі́й Юхи́мович Мазуре́нко (нар. 20 червня 1917, Єлисаветградський повіт, Херсонська губернія, Російська імперія — пом. 11 березня 2004, Санкт-Петербург, Росія) — радянський військово-морський льотчик, двічі Герой Радянського Союзу (1942, 1944), генерал-майор авіації (1972).

## Життєпис
Олексій Юхимович Мазуренко походить з селянської родини. Закінчив неповну сільську середню школу, працював шахтарем на шахті «Октябрьская революция», міста Шахти Ростовської області, навчався в аероклубі.
З 1938 року на службі у Військово-морському флоті. Закінчив Єйське військово-морське авіаційне училище, з грудня 1940 року — командир авіаланки.
Учасник Другої світової війни, молодший лейтенант, льотчик, старший льотчик 57-го штурмового авіаційного полку, літав на бомбардувальнику ДБ-3ф, з серпня 1941-го — на Іл-2. До грудня 1941 року провів 43 бойові вильоти, з 1942-го — командир ланки.
1942 року закінчив курси вдосконалення керівного складу. З січня 1943-го — старший інспектор штурмової авіації Головного управління ВПС ВМФ. З лютого по липень 1942 року перебував на півночі СРСР, навчав діям над морем льотчиків 46-го штурмового авіаційного полку ВПС (Архангельськ). Після прибуття на фронт виконував бойові вильоти в складі 46-го полку, продовжуючи навчання льотчиків в бойовій обстановці. Під час цих вильотів потопив в Баренцевому морі ворожі 1 транспорт та 1 тральшик.
23 жовтня 1942 — Герой Радянського Союзу, з врученням медалі «Золота Зірка».
З січня 1943 року — старший льотчик-інструктор штурмової авіації, на Північному і Чорноморському флотах. У вересні-жовтні 1943 року брав участь в Новоросійсько-Таманській операції.
З січня 1944 року — командир 7-го гвардійського штурмового авіаполку 9-ї штурмової авіадивізії.
За час війни здійснив 315 бойових вильотів, в морських рейдах особисто потопив 8, в складі групи — 22 ворожі кораблі.
Його авіаційний полк потопив у Балтійському морі більш як 100 бойових кораблів і транспортних суден нацистських сил.
1944 року за бойові успіхи в Ризькій операції нагороджений орденом Червоного Прапора.
5 листопада 1944 року — двічі Герой Радянського Союзу з врученням медалі «Золота Зірка». Брав участь в Ленінградсько-Новгородській, Нарвській, Прибалтійській, Східно-Пруській, Східно-Померанській, Берлінській наступальній операціях. 5 травня в Померанській бухті німецький транспорт водотоннажністю до 8000 тонн. 9 травня 1945 зустрів на острові Борнгольм.
1949 року закінчує Вищі офіцерські льотно-тактичні курси авіації Військово-морського флоту. 1952 року закінчив Військово-морську академію.
Командував авіаційним полком, по тому — дивізією.
Працював у центральному апараті Військово-морського флоту, з 1972 року — генерал-майор авіації О. Ю. Мазуренко у запасі.
Проживав у Ленінграді. Почесний громадянин Санкт-Петербурга (1999).

## Вшанування пам'яті
Його бронзове погруддя встановлене в Устинівці. Ім'ям Героя названа вулиця у Севастополі, на якій встановлена меморіальна дошка.